# Peter Moore (Badminton)
Peter Moore (* um 1945) ist ein nordirischer Badmintonspieler. 

## Karriere
Peter Moore wurde 1969 erstmals nationaler Meister in Irland. Weitere Titelgewinne folgten 1971 und 1972. 1972 siegte er auch bei den Welsh International und den Irish Open. 1970 nahm er an den British Commonwealth Games teil.

## Sportliche Erfolge
| Saison | Veranstaltung                 | Disziplin    | Platz | Name                         |
| ------ | ----------------------------- | ------------ | ----- | ---------------------------- |
| 1969   | Irland: Einzelmeisterschaften | Herreneinzel | 1     | Peter Moore                  |
| 1971   | Irland: Einzelmeisterschaften | Herrendoppel | 1     | Peter Moore / Ronnie Reddick |
| 1972   | Irish Open                    | Herrendoppel | 1     | Adrian Bell / Peter Moore    |
| 1972   | Irland: Einzelmeisterschaften | Herreneinzel | 1     | Peter Moore                  |
| 1972   | Welsh International           | Herrendoppel | 1     | John McCloy / Peter Moore    |